# Sadie Sink

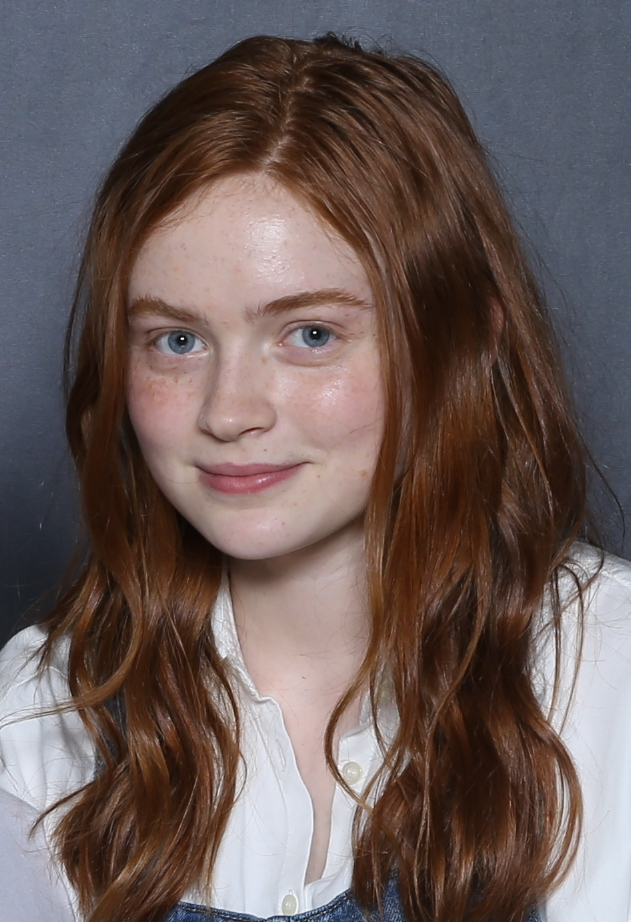
Sadie Sink, 2018

Sadie Sink (* 16. April 2002 in Brenham, Texas) ist eine US-amerikanische Schauspielerin. International bekannt wurde sie mit der Rolle der Max Mayfield in der Netflix-Serie Stranger Things.

## Leben
Sadie Sink wurde am 16. April 2002 in Brenham geboren.  Erste Schauspielerfahrungen sammelte sie im Kindesalter auf  Theaterbühnen Houstons. Größere Bekanntheit erlangte sie im Jahr 2013, als sie die Titelrolle des Musicals Annie am Broadway übernahm. Dort spielte sie auch an der Seite von Helen Mirren im Stück The Audience.
Ihre erste Fernsehrolle erhielt sie ebenfalls im Jahr 2013, als sie in einer Episode der Serie The Americans mitspielte. Im Jahr darauf trat sie für eine Folge in der Serie Blue Bloods – Crime Scene New York auf. In der 2015 auf NBC ausgestrahlten Serie American Odyssey übernahm sie die wiederkehrende Rolle der Suzanne Ballard.
Im Jahr 2016 war Sadie Sink in Chuck – Der wahre Rocky zum ersten Mal auf Leinwand zu sehen. 2017 folgte der Film Schloss aus Glas, wo sie an der Seite von Woody Harrelson spielte. In der zweiten, dritten und vierten Staffel der Netflix-Erfolgsserie Stranger Things spielt Sadie Sink seit 2017 die Rolle der Maxine „Max“ Mayfield („Madmax“). 2021 übernahm sie in der Filmtrilogie Fear Street die Rolle der jungen „Ziggy Berman“ (Fear Street 1978) und „Constance Berman“ (Fear Street 1666).
2022 spielte sie in Darren Aronofskys oscarprämiertem Film The Whale die Rolle der Ellie, die Tochter des Protagonisten, dargestellt von Brendan Fraser. Der Film wurde am 4. September 2022 bei den Internationalen Filmfestspielen von Venedig uraufgeführt. 2025 wurde bekannt, dass sie in Spider Man 4 im Marvel Cinematic Universe mitspielen wird, dessen Veröffentlichung für den Sommer 2026 geplant ist.

## Filmografie (Auswahl)
- 2013: The Americans (Fernsehserie, Episode 1x08)
- 2014: Blue Bloods – Crime Scene New York (Blue Bloods, Fernsehserie, Episode 4x16)
- 2015: American Odyssey (Fernsehserie, 11 Episoden)
- 2016: Chuck – Der wahre Rocky (Chuck)
- 2017: Schloss aus Glas (The Glass Castle)
- seit 2017: Stranger Things (Fernsehserie)
- 2019: Eli
- 2021: Fear Street – Teil 1: 1994 (Fear Street Part One: 1994)
- 2021: Fear Street – Teil 2: 1978 (Fear Street Part Two: 1978)
- 2021: Fear Street – Teil 3: 1666 (Fear Street Part Three: 1666)
- 2021: All Too Well: The Short Film
- 2022: The Whale
- 2022: Dear Zoe
- 2024: Berlin Nobody
- 2025: O’Dessa